# Moritz (Zeithain)
Moritz ist ein rechtsseitig der Elbe gelegener Ortsteil der sächsischen Gemeinde Zeithain im Landkreis Meißen. Der Ort wurde 1186 als Mordiz erstmals erwähnt.

## Geographie und Verkehrsanbindung
Der Ort liegt direkt an der Elbe zwischen den Orten Grödel und Promnitz am Elberadweg. Westlich von Moritz lagen auf der anderen Elbseite die ehemaligen Güter Göhlis und Poppitz, nordwestlich liegt die Stadt Riesa. Südlich der Ortslage mündet der Elsterwerda-Grödel-Floßkanal in die Elbe. Moritz wurde auf einer Hochwasserinsel angelegt und liegt in einem ehemaligen Schwemmkegel der Elbe. Nördlich von Moritz zweigt ein inzwischen trockengelegter alter Elbarm ab, der hinter Kreinitz wieder in die Elbe mündete. Dieses alte Flussbett macht Moritz anfällig für Überschwemmungen. Um 1900 wurde der Ort als Bauernweiler beschrieben und war von einer gewannähnlichen Streifenflur umgeben.
Die Bundesstraße 169 tangiert Moritz. In Moritz verkehrt mit Stand 2022 eine Regionalbuslinie zwischen Riesa und Großenhain, wo auch Anschluss an die Bundesstraßen 98, 101 und 182 sowie das Eisenbahnnetz besteht.

## Geschichte
Moritz wurde 1186 als Herrensitz erstmals erwähnt. Der Ort gehörte zum Besitz des Bistums Naumburg. Der Ortsname war mehrmals Änderungen unterzogen, so wurde Moritz im Jahr 1160 Mordiz genannt, 1234 Morditz, 1324 Mordicz, 1477 Mordiczs und Mortiz im Jahr 1540. Erst im Jahr 1552 hatte sich die heutige Schreibweise des Ortsnamens durchgesetzt.
Schon frühzeitig gab es eine Fähre, die der Naumburger Lehnsträger Rudengerus von Muskowitz 1222 zusammen mit dem Dorf an das Kloster Riesa verkaufte.
In dessen Besitz blieb Moritz bis zu dessen Säkularisation. Danach wurden die Besitzungen als Klosteramt Riesa noch einige Jahre weitergeführt. Der ursprünglich nach Riesa gepfarrte Ort war schon 1540 nach Röderau gepfarrt.
Moritz wurde auch von der Pest nicht verschont. Im Jahr 1633 verstarben an dieser Seuche zwölf Einwohner. Auch in den Jahren 1631 (61 Tote), 1632 (117 Tote) und 1634 (12 Tote) wütete die Pest in der Parochie Zeithain, zu der Moritz damals gehörte.
Im Januar 1651 wurde Moritz von einer Elbflut schwer getroffen: Es war der 9. Januar vor Mittag um 9 Uhr, als die Flut allhier ins Dorf gelaufen kam. Wiewohl nun die Leute in den nahe der Elbe gelegenen Dörfern, wie Moritz, Promnitz, Lessa, Gohlis, Zschepa, Lorenzkirch ufm. alle in großer Not und Gefahr gelebt, soist doch kein Mensch umgekommen. In Moritz ertranken alle Schafe und fast alle Rinder, die Saat auf den Feldern wurde weggeschwemmt.
1696 übte das Rittergut Riesa die Grundherrschaft aus und der Ort war zum Amt Meißen gehörig. Während des Lustlagers von Zeithain, einer prachtvollen Truppenschau Augusts des Starken im Juni 1730, standen in Moritz Schlacht- und Backhäuser, in denen u. a. 160 Bäcker beschäftigt waren. Am rechten Elbufer waren Tribünen errichtet, um das Feuerwerk linksseitig der Elbe bewundern zu können, das am 24. Juni 1730 stattfand. In Moritz wurde am 25. Juni 1730 mit großem Aufwand ein Riesenstollen gebacken, der in das Hauptquartier nach Radewitz transportiert und am 26. Juni 1730 an die sächsischen Truppen verteilt wurde. Der mehrere Meter lange Kuchen (je nach Quelle 13 bzw. 18 Ellen lang) musste mit einem Wagen, der von acht Pferden gezogen wurde, ins Lager befördert werden.
Im Februar 1784 wurde Moritz bei einer Eisfahrt erneut von Hochwasser überschwemmt. Wieder ertrank das Vieh. Um 1840 bestand Moritz aus drei Gütern und fünf Hüfnern. Die Einwohner waren überwiegend Bauern und Schiffer. 1847 brach der erst neugebaute Damm zwischen Grödel und Moritz wegen eines starken Hochwassers. Zwischen 1856 und 1875 gehörte Moritz zum Gerichtsamt Riesa, dann zur Amtshauptmannschaft Großenhain. Im Jahr 1925 waren 132 Einwohner von Moritz evangelisch-lutherisch, elf Einwohner waren katholisch. 1931 pachtete der Pächter Arnold die Fähre, der gleichzeitig den Gasthof betrieb.
Sachsen kam nach dem Zweiten Weltkrieg in die Sowjetische Besatzungszone und später zur DDR. Die Gebietsreform 1952 ordnete Moritz dem Kreis Riesa im Bezirk Dresden zu. Im gleichen Jahr wurde der Fährbetrieb eingestellt. Das bäuerliche Leben im Ort wurde nach dem Prinzip der Landwirtschaft in der DDR ausgerichtet. 1970 schloss sich die LPG Immertreu Moritz der LPG Typ III Einheit Röderau an. Der Ort verlor seine Selbständigkeit wieder und wurde 1970 nach Röderau eingemeindet.

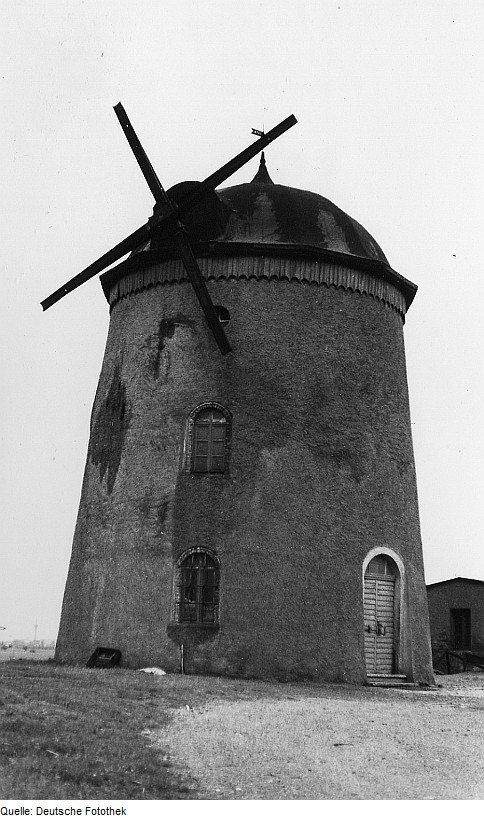
Turmholländermühle Moritz 1972

Nach der Deutschen Wiedervereinigung kam Moritz zum wiedergegründeten Freistaat Sachsen. Die folgenden Gebietsreformen in Sachsen ordneten den Ort 1996 dem Landkreis Riesa-Großenhain und 2008 dem Landkreis Meißen zu. Am 1. Januar 1994 schloss sich die Gemeinde Röderau mit Bobersen zur Gemeinde Röderau-Bobersen zusammen. Am 1. Juli 2002 wurde die Gemeinde Röderau-Bobersen, zu der Moritz gehörte, nach Zeithain eingemeindet. In der jüngeren Geschichte wurde Moritz beim Jahrhunderthochwasser 2002 und beim Hochwasser 2013 schwer getroffen. Am 6. Juni 2013 brach der Elbdamm bei Moritz, nachdem er aufgrund der Hochwasserhöhe schon überströmt worden war, der Ort und die B 169 wurden überschwemmt. Das Wasser floss den alten Elbarm entlang. An den Häusern des Ortes entstanden große Schäden, die nach und nach behoben werden.

### Bevölkerungsentwicklung
Die Bevölkerungszahl stieg seit dem Mittelalter ständig an und hatte 1946 das Maximum erreicht. Seitdem sinkt die Einwohnerzahl wieder.
| Jahr | Einwohner                                               | Jahr | Einwohner |
| ---- | ------------------------------------------------------- | ---- | --------- |
| 1552 | 4 besessene Mann, 14 Inwohner                           | 1933 | 144       |
| 1764 | 4 besessene Mann, 2 Häusler, 10 Hufen je 24–30 Scheffel | 1939 | 208       |
| 1834 | 46                                                      | 1946 | 276       |
| 1871 | 86                                                      | 1950 | 240       |
| 1890 | 144                                                     | 1964 | 209       |
| 1910 | 153                                                     |      |           |
| 1925 | 143                                                     |      | → Röderau |

## Persönlichkeiten
- Max Hoelz, deutscher Kommunist, geboren in Moritz